# Anapistula cuttacutta
Anapistula cuttacutta är en spindelart som beskrevs av Harvey 1998. Anapistula cuttacutta ingår i släktet Anapistula och familjen Symphytognathidae.
Artens utbredningsområde är Northern Territory, Australien. Inga underarter finns listade i Catalogue of Life.